# Liste des partis politiques en Albanie

## Partis représentés au Parlement
Partis représentés à l'Assemblée d'Albanie à la suite des élections législatives de 2013 :

## Principaux partis politiques
|  | Partis                                                | Idéologie                | Nombre de Ministres /20 | Nombre de Députés /140 | Nombre de Municipalités /60 | Nombre de Communes /309 |
|  | ----------------------------------------------------- | ------------------------ | ----------------------- | ---------------------- | --------------------------- | ----------------------- |
|  | Parti socialiste d'Albanie (PS)                       | Social-démocratie        | 14                      | 66                     | 26                          | 103                     |
|  | Parti démocrate d'Albanie (PD)                        | Libéral conservatisme    | 0                       | 49                     | 29                          | 173                     |
|  | Mouvement socialiste pour l'intégration               | Social-démocratie        | 5                       | 16                     | 1                           | ?                       |
|  | Parti pour la justice l'intégration et l'unité (PDIU) | Nationalisme             | 0                       | 4                      | 1                           | 2                       |
|  | Parti républicain d'Albanie                           | National-conservatisme   | 0                       | 3                      | 0                           | 0                       |
|  | Parti de l'Union pour les droits de l'homme (Albanie) | Parti politique ethnique | 0                       | 1                      | 3                           | 9                       |

Alliance pour l'Emploi, la Prospérité et l'Intégration
- Parti pour la Justice, l'Intégration et l'Unité (en)

## Autres partis
- Alliance démocratique
- Alliance rouge et noire
- Front national
- Mouvement du Parti de la Légalité
- Nouvel Esprit démocratique
- Parti communiste d'Albanie (1991)
- Parti de la démocratie sociale
- Parti du redressement national
- Parti social-démocrate
- Union libérale démocrate

## Anciens partis
- Balli Kombëtar (1942-1945, ancêtre du Front national)
- Nouveau Parti démocratique (scission du parti démocrate en 1999, le rejoint en 2009)
- Parti de la justice et de l'intégration (2004-2011, intégré au Parti pour la Justice, l'Intégration et l'Unité lors de sa fondation)
- Parti du travail d'Albanie (1941-1991, ancien parti unique de la République populaire socialiste d'Albanie)